# Новомиргородщина з Пісковим і Вороніною
«Новомиргоро́дщина з Піскови́м і Воро́ніною» — щотижнева альтернативна районна громадсько-політична газета, яка виходила щосуботи в місті Новомиргороді Кіровоградської області.
Засновниками газети були місцеві журналісти колишньої телестудії «40-го каналу» Володимир Пісковий та Таміла Вороніна.
Традиційний обсяг — 2 д.а. (8 сторінок).
Свідоцтво про державну реєстрацію КГ № 488/76 від 29 вересня 2008 року.
Останній номер «Новомиргородщини з Пісковим і Вороніною» вийшов 31 грудня 2011 року. З 1 січня 2012 року випуск газети було припинено.